# Cymus robustus
Cymus robustus är en insektsart som beskrevs av Barber 1924. Cymus robustus ingår i släktet Cymus och familjen Cymidae. Inga underarter finns listade i Catalogue of Life.